# FAM AB
FAM AB, tidigare Foundation Asset Managment, är ett svenskt förvaltningsbolag som bildades 2007 och ägs av Wallenbergstiftelserna och förvaltar bland annat dessa stiftelsers pengar. Bolaget har som kapitalförvaltare en central roll i svenskt näringsliv. Det finns ett tjugotal stiftelser som använder sig av företaget, som ägs av de tre största Wallenbergsstiftelserna.

## Styrelsen och VD
Enligt bolagsverket är Marcus Wallenberg styrelseordförande.
Håkan Buskhe tillträdde som VD för FAM AB den 12 februari 2020, då han efterträdde Lars Rune Wedenborn.